# Conseil de restauration de l'État shan
Le Conseil de restauration de l'État shan (birman : သျှမ်းပြည် ပြန်လည်ထူထောင်ရေးကောင်စီ ; abrégé en RCSS) est une organisation politique shan de l'État shan, en Birmanie, fondée en 1996 par le chef militaire shan Yawd Serk (en).

## Histoire
Sa branche armée, l'Armée de l'État shan – Sud (en) (SSA-S), est signataire de l'Accord national de cessez-le-feu avec le gouvernement de Birmanie. Suite au coup d'État du 1er février 2021, la Tatmadaw viole l'accord de cessez-le-feu en attaquant les camps du RCSS dans le canton de Hsipaw (en).
En novembre 2023, le RCSS et son organisation armée rivale de l'ethnie shan, le Parti progressiste de l'État shan (en), déclarent un cessez-le-feu.